# Sankt-Georg-Ritterorden (Ungarn)

Wappen des Sankt-Georg-Ritterorden

Der Sankt-Georg-Ritterorden (ung. Szent György Lovagrend) wurde 1326 von Karl I. Robert in Visegrád gegründet und Georg der Drachentöter zum Schutzpatron erkoren. Der Orden entstand nach der Zeit der Kreuzzüge und ist höfischen, nicht kirchlichen Ursprungs. Er war der erste königliche Ritterorden der Welt, noch vor dem 1348 gestifteten englischen Hosenbandorden.
Der Orden diente vorrangig dem Schutze des Monarchen, aber auch der Abwehr der türkischen Bedrohung.
Nach dem Tod des letzten Großmeisters des Sankt-Georg-Ritterordens 1541 zog Ferdinand I. die Güter des Ordens ein.